# Tonglen

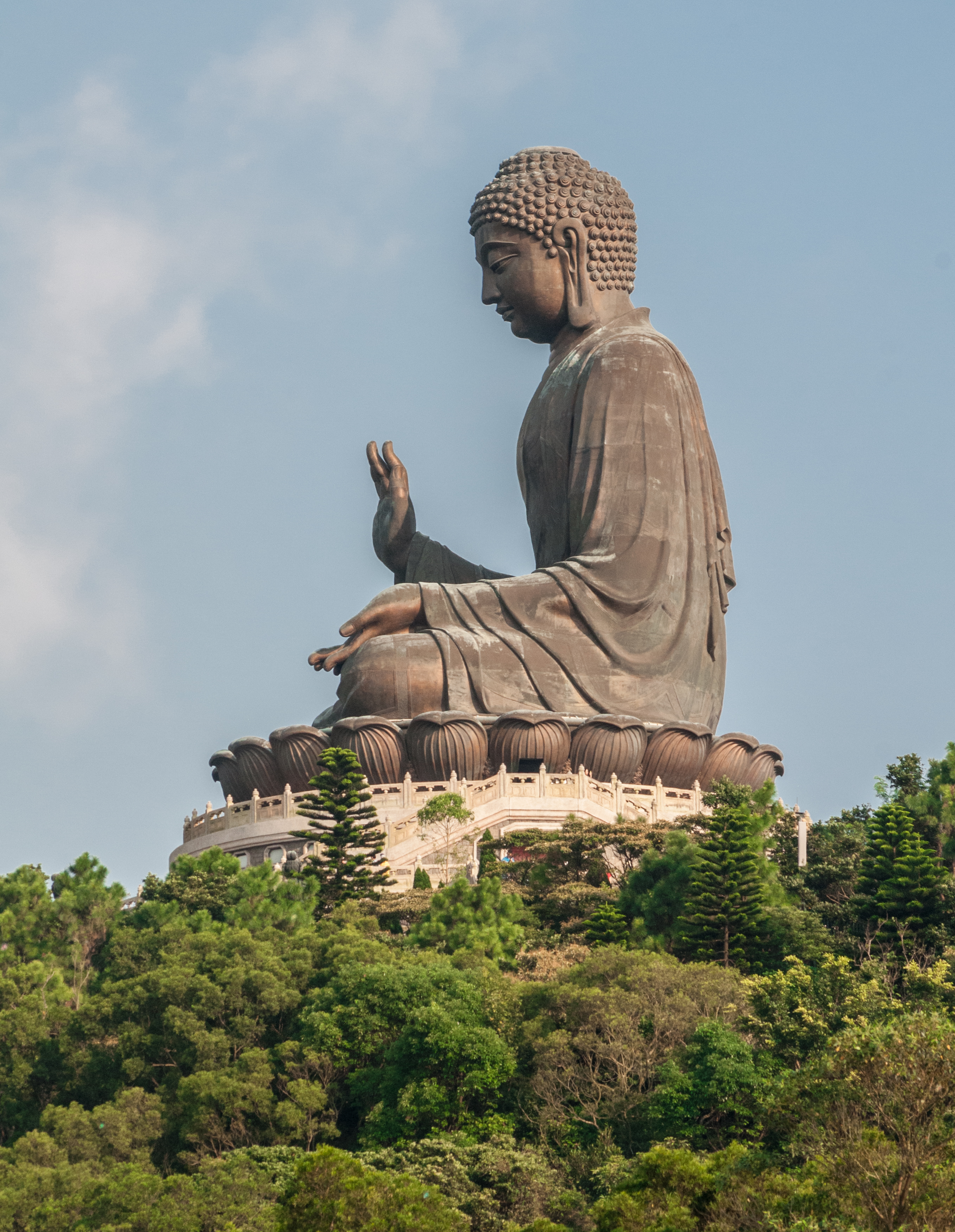
Buddha der Liebe mit zwei Gesten, die man als Nehmen und Geben interpretieren kann

Tonglen (tib. གཏོང་ལེན, Wylie: gtong len; „aussenden und aufnehmen“) ist eine Form der Meditation im tibetischen Buddhismus. Tonglen entstammt dem Lojong (tib. བློ་སྦྱོང་, Wylie: blo sbyong; „Geistesschulung“) – einer Methode zur Entwicklung von relativem und absolutem Bodhichitta, was „Herz des Erwachens“ oder auch „erleuchtende Geisteshaltung“ bedeutet. Bei Tonglen wird vor allem das relative Bodhichitta trainiert, also befreiendes Mitgefühl, wobei sich der Übende vorstellt, das eigene Leid oder das Leid anderer Personen aufzunehmen und daraufhin Liebe (Pali: Metta, Sanskrit: Maitri) und Mitgefühl (Pali/Sanskrit: Karuna) auszusenden.

## Ursprünge
Die Wurzeln der Tonglen-Praxis liegen in Indien. Eine verwandte Meditationsform ist die Metta-Meditaton, die bereits in den ersten buddhistischen Aufzeichnungen (Palikanon) beschrieben wird. Mit der Übertragung des Buddhismus von Indien nach Tibet entwickelte sich die spezielle Form der Tonglen-Praxis.

## Tonglen-Praxis

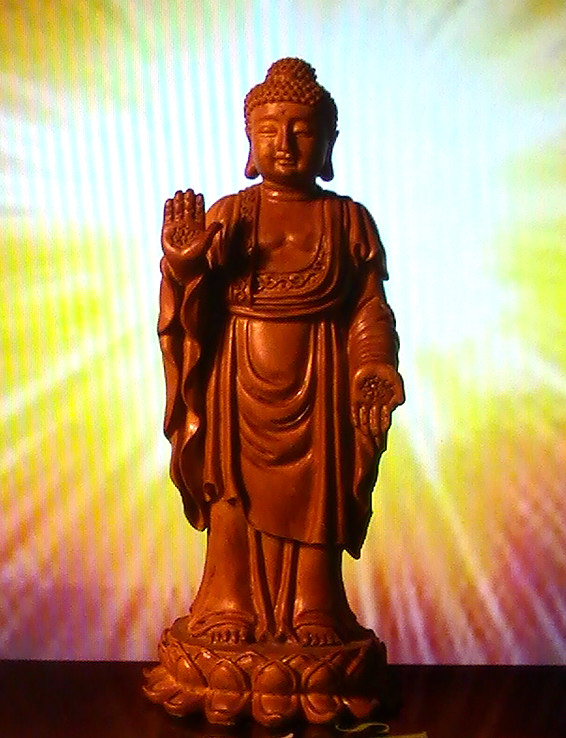
Amitabha, Buddha der Liebe

Tonglen ist ein Weg zur Erleuchtung, indem man sich mit allen Wesen identifiziert. Man verbindet sich gedanklich mit dem Leid seiner Mitwesen. Man vergegenwärtigt sich ihre Gefühle (Ängste, Wut, Trauer, Sehnsucht) und transformiert sie in seinem eigenen Geist durch Lichtvorstellungen, positive Wunschssätze (Gedankenarbeit) und durch eine Meditation auf das Leid. Durch diese Praxis entsteht Glück im eigenen Geist. Dann ist nach Vorstellung der Tonglen-Praktizierenden auch der Geist der leidenden Mitwesen gereinigt, weil alle Wesen miteinander verbunden sind (das ist die Grundannahme des Tonglen). Dadurch verringert sich das Leiden.
Als zweiten Schritt beim Tonglen sendet man gedanklich allen leidenden Wesen Glück. Man wünscht, alle Wesen mögen glücklich sein. Im tibetischen Tonglen wird diese Übung des Abnehmens von Leid und des Sendens von Glück als Atem-Meditation geübt. Man atmet alles Leid seiner Mitwesen ein und atmet Glück zu ihnen hin. Dieses macht man im ständigen Wechsel, bis man eins mit seinen Mitmenschen ist. Man kann auch mit dem Senden von Glück beginnen und das Nehmen von Leid als zweiten Schritt praktizieren.
Im tibetischen Buddhismus (Vajrayana) gibt es Beispiele, wobei Tonglen traditionell sehr radikal ausgeübt wird. Man nimmt alles Leid von seinen Mitwesen und gibt ihnen all sein Glück. Dieser radikale Weg kann einen spirituell Übenden überfordern.
Ein im Westen bevorzugt praktizierter sanfter Weg des Tonglen ist es, zuerst mit sich zu beginnen. Man atmet gedanklich sein persönliches Leid ein und atmet Glück dorthin aus. Dann verbindet man sich mit einem Freund, einem Feind, mit allen nahen Wesen und zum Schluss mit allen Wesen. Durch diese Praxis identifiziert man sich mit allen Wesen, kultiviert im eigenen Geist Liebe und Mitgefühl und kann so dem Ziel der Erleuchtung näher kommen.